# Bouc de Gävle
Pour les articles homonymes, voir Bouc (homonymie).

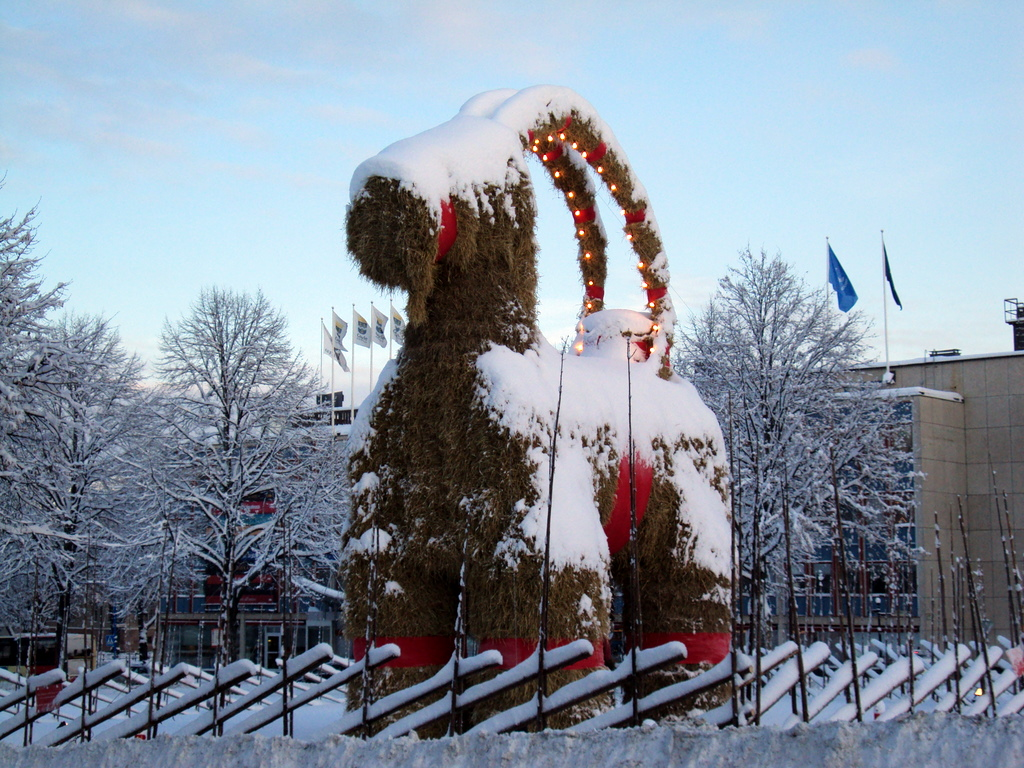
Bouc de Gävle (2009)

Le bouc de Gävle (en suédois : julbocken i Gävle ou Gävlebocken) est la version géante du traditionnel julbock, bouc de Noël suédois, faite de paille, érigée sur la Slottstorget du centre-ville de Gävle, en Suède, au moment des fêtes de fin d’année. Il est le plus souvent détruit (en général incendié) avant la date prévue pour son démontage.
Il a été érigé pour la première fois en 1966 pour attirer des clients vers les commerces situés dans la partie sud du centre-ville. Construit le 1er décembre, il fut brûlé le 31.

## Caractéristiques
Chaque année depuis 1966, le bouc est construit pour le premier dimanche de l’Avent sur la place du château (Slottstorget).
De 1966 à 1970, la construction est gérée par l’association des commerçants de Gävle ; en 1971, découragés par les destructions successives, ils mettent fin à leur implication, qu’ils reprendront en 1986. Depuis cette date, deux boucs sont construits : l’un d’eux commandité par cette association est généralement le plus grand, et l’autre est construit par l’école Vasa. Le petit bouc confectionné par les élèves est surnommé lillbocken. En 1992, un comité destiné à l’organisation des festivités autour du bouc voit le jour : il est composé de la municipalité, de l’association des commerçants, et d’un journal local.

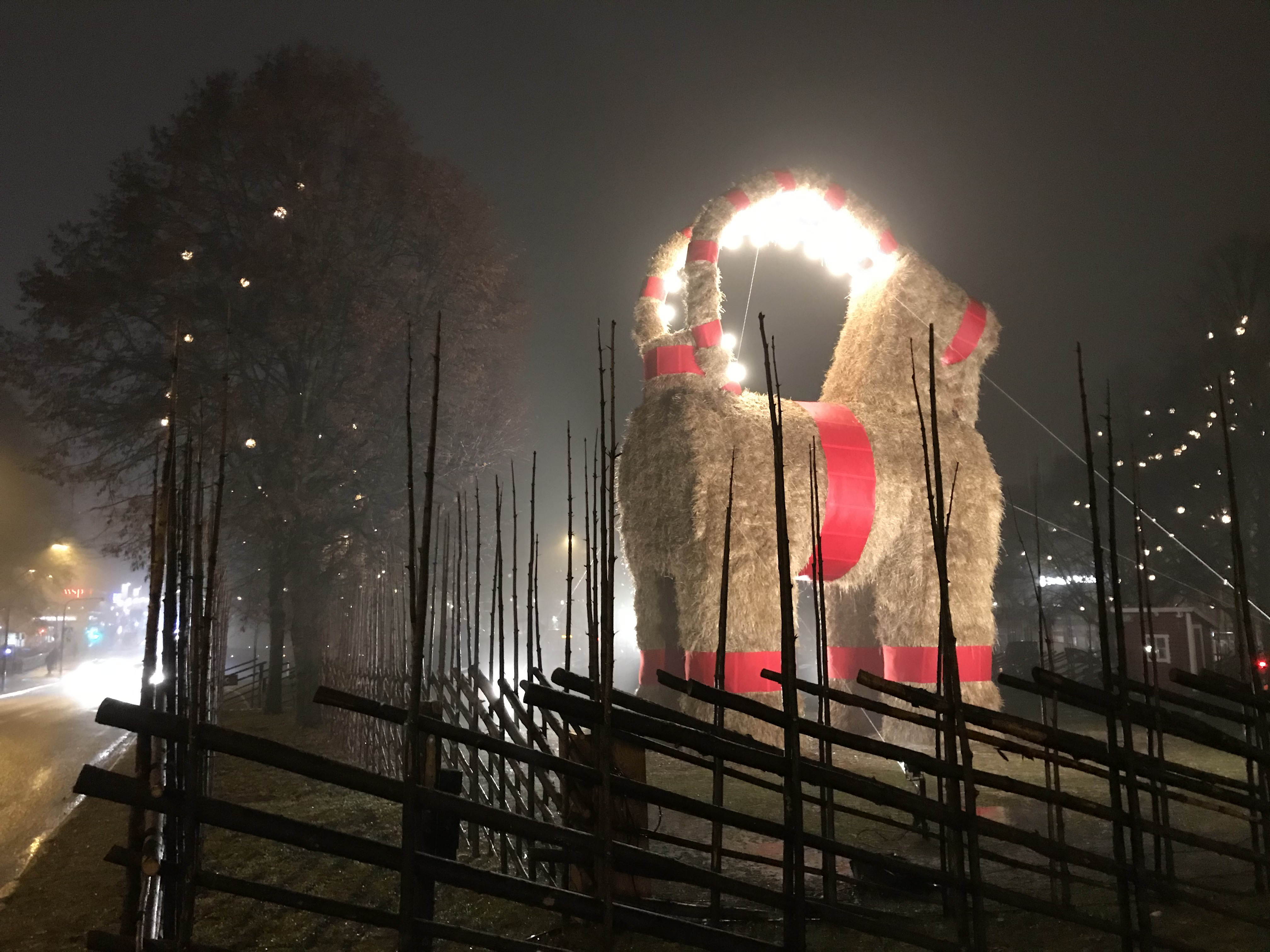
Double barrière de bois mise en place à partir de 2017 (ici en 2019).

Les poutres de bois composant l’armature du bouc peuvent être réutilisées d’une année sur l’autre. Cela représente environ 1 200 mètres de bois de pin suédois. À partir de 1968, un grillage fin est rajouté afin d’éviter que des enfants ou des adultes s’introduisent à l’intérieur de la structure. La paille provient de Mackmyra, une localité voisine ; elle peut être récupérée après démontage et utilisée comme combustible dans la chaufferie de Gävle.
Les autorités locales ont déployé au fur et à mesure différentes mesures destinées à éviter la destruction par le feu de l’animal : gardiennage, vidéosurveillance, barrières, imprégnation de la paille par des produits chimiques anti-feu ou de l’eau, etc. L’utilisation de produits retardants est cependant variable, car ces produits peuvent entraîner un changement de couleur de la paille. Ces mesures de sécurité sont partiellement financées par la vente de produits dérivés.

## Événements notables

### Années 1960
Le premier bouc est érigé en 1966 à partir d’un dessin de Stig Gavlén par son frère Jörgen et ses collègues pompiers ; la structure est financée par le président de l’association des commerçants, Harry Ström. Elle mesure environ 13 mètres de haut, 7 de large, pèse trois tonnes, et est incendiée lors du passage à la nouvelle année. Les deux boucs confectionnés en 1967 et 1968 survivent jusqu’au début du mois de janvier,. La nuit du 31 décembre 1969, le bouc est incendié,.

### Années 1970
En 1970, le bouc est détruit par les flammes au bout de six heures,. L’année suivante, alors que le projet est abandonné par l’association des commerçants, un groupe d’écoliers confectionne une structure à son tour,, qui mesure seulement 1,5 m de haut ; elle est retrouvée en morceaux,.
En 1972, la structure s’effondre à la suite d'un sabotage,. Les boucs de 1973 et 1975 ont probablement survécu, faute d’informations au sujet de leur destruction, tandis que celui de 1974 a brûlé,.
En 1976, lors du dixième anniversaire de la première chèvre, un étudiant percute le train arrière de l’animal en voiture, ce qui cause l’effondrement de la structure. Le sort de l’animal de 1977 est inconnu, celui de 1978 a été incendié à son tour,.
En 1979, les éléments de la sculpture sont incendiés avant son érection ; une structure de remplacement ignifugée est alors mise au point, qui est à son tour sabotée et détruite,.

### Années 1980
En 1980, le bouc brûle le soir du 24 décembre,.
Le bouc de 1981 survit, mais pas ceux de 1982 et 1984, qui sont détruits par le feu respectivement le jour et la veille de la fête de Sainte-Lucie ; en 1983, les pattes de la structure avaient été brisées,.
En 1985, l’attraction construite par les élèves de l’école Vasa est officiellement mesurée à 12,5 mètres de haut, elle entre au Livre Guinness des records,. Les boucs de 1986 et 1987 sont détruits juste avant Noël ; avec 12,93 m de haut, le record de hauteur est battu en 1987.
Depuis 1988, le sort du bouc de Gävle fait l’objet de paris auprès des bookmakers anglais, il est cependant intact lors de son démontage en janvier 1989. Cette année-là, comme dix ans plus tôt, les pièces sont brûlées avant leur assemblage ; une souscription est alors lancée auprès du public pour une nouvelle construction, qui finit par brûler en janvier. Une troisième structure est construite lors de cet hiver, pour le tournage d’un film.

### Années 1990
Le bouc de 1990 survit, en partie grâce aux volontaires qui se relaient pour assurer sa surveillance. En 1991, un traîneau publicitaire apparaît aux côtés du caprin, il s’avère que cette construction n’avait pas été autorisée. Après la destruction du bouc le matin du 24 décembre, une seconde structure est érigée : elle sera envoyée à Stockholm pour protester contre la dissolution prévue du régiment I 14 stationné à Gävle.
1992 voit la destruction, huit jours après l’inauguration, des deux boucs construits cette année ; un troisième est alors mis en place, qui est à son tour brûlé le 20 décembre. Un unique incendiaire sera trouvé, arrêté et condamné,.
En 1993, la structure construite par l’école Vasa bat à son tour le record de hauteur avec 16 mètres ; aucun animal n’est abîmé cette année-là, ni l’année suivante.
Le 25 décembre 1995 au matin, le bouc est incendié ; il sera reconstruit en l’honneur des festivités du 550e anniversaire de la ville.
En 1996, la commune se dote d’un système vidéo permettant de surveiller l’animal, ainsi que d’observer en direct le bouc sur le site de l’office de tourisme ; la structure est épargnée. L’année suivante, le bouc ne subit que des dégâts mineurs causés par les retombées de feux d’artifice. Sachant la structure interne trop endommagée pour resservir, les organisateurs décident d’y mettre eux-mêmes le feu à la fin de la période de Noël ; ironiquement, ils n’y parviennent pas complètement, et les pompiers doivent tronçonner les morceaux restants.

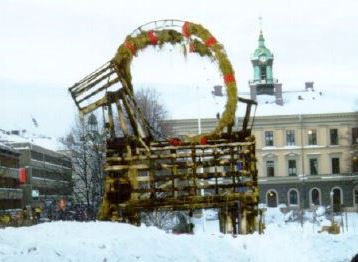
La structure subsistant après l’incendie de 1998.

En 1998, des incendiaires parviennent à brûler la paille recouvrant la structure alors qu’un fort blizard souffle sur la ville. Le bouc est reconstruit cinq jours plus tard, en dépit des restrictions de circulation dues aux mauvaises conditions météorologiques.
Le bouc de 1999 est incendié peu de temps après sa construction, il est remplacé à temps pour la Sainte Lucie.

### Années 2000
En 2000, il est brûlé entre Noël et le jour de l’An.
Le 23 décembre 2001, un touriste américain met le feu au bouc ; interpellé par les autorités, il explique avoir été persuadé par des locaux que l’incendie était une tradition locale tout à fait légale. Il passera néanmoins 18 jours en prison. Le bouc de 2002 survit à une tentative d’incendie grâce à une météo particulièrement pluvieuse, il est démonté le 3 janvier 2003.
Son successeur en 2003 brûle juste avant la Sainte-Lucie, il est reconstruit et tient jusqu’à son démontage le 5 janvier 2004. En 2004, le bouc est incendié le 21 décembre et n’est pas remplacé.

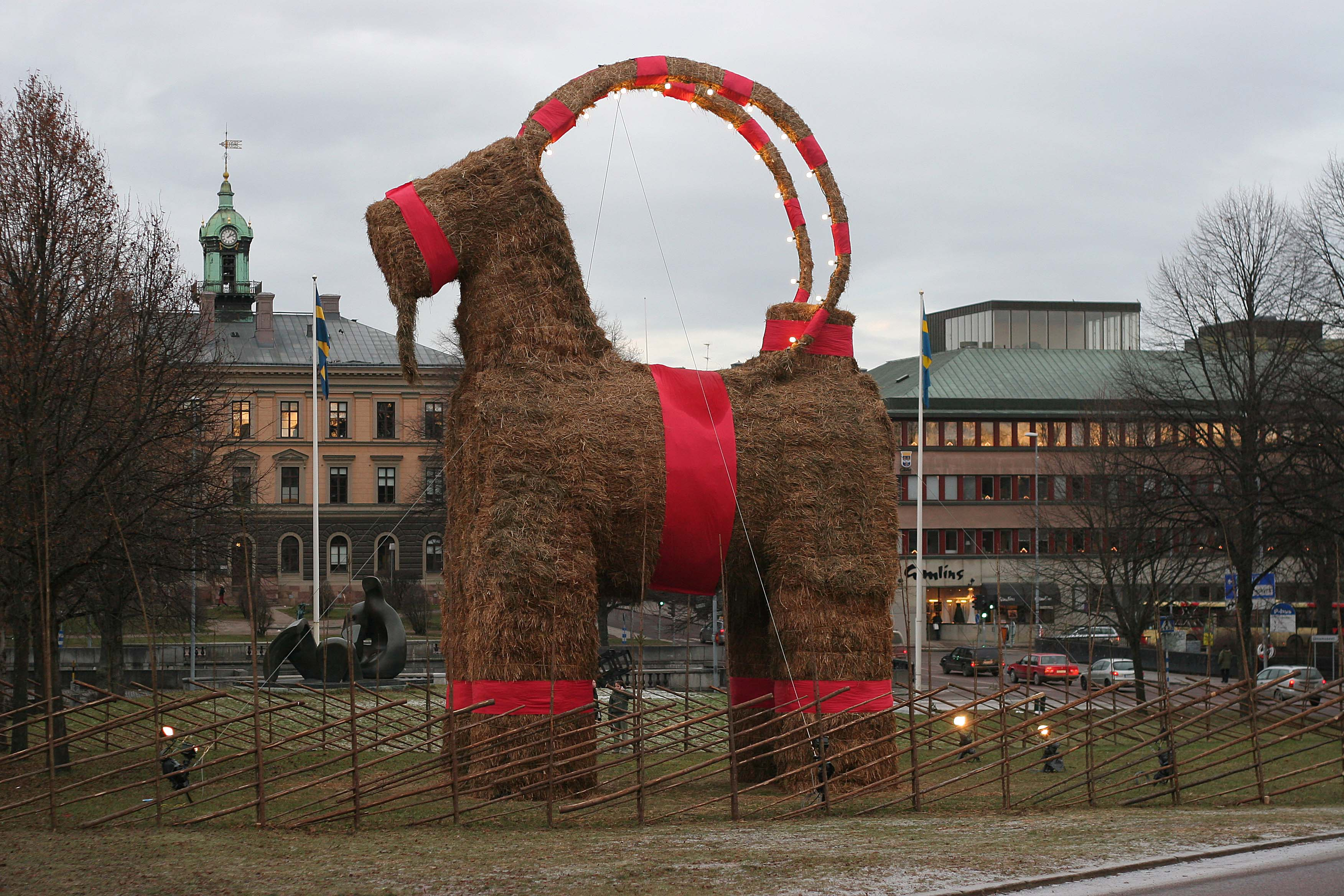
Le bouc de 2006.

L’année suivante, le bouc est incendié et détruit très rapidement, le 3 décembre, par deux individus qui s’enfuient à l’arrivée de la police, dont l’un porte un masque représentant le père Noël et l’autre est déguisé en bonhomme de pain d’épices. Une structure de substitution est mise en place le 8, qui subsiste jusqu’en janvier. 
Les boucs de 2006 et 2007 survivent, avec de légers dégâts dus à une tentative d’incendie en 2006, et l’utilisation de produits retardants en 2007. L’alpiniste Fredrik Sträng (en) prononce un discours d’inauguration le 2 décembre tout en escaladant la structure. Le bouc de 2008 est construit à partir de paille provenant de la distillerie Mackmyra, il est brûlé le 27 décembre.
À partir de 2009, le bouc dispose d’un compte Twitter, sur lequel il s’exprime régulièrement et se moque parfois des vandales. Cette année-là, des vandales parviennent à brûler le bouc alors que les caméras de surveillance sont rendues inutilisables par une attaque par déni de service.

### Années 2010

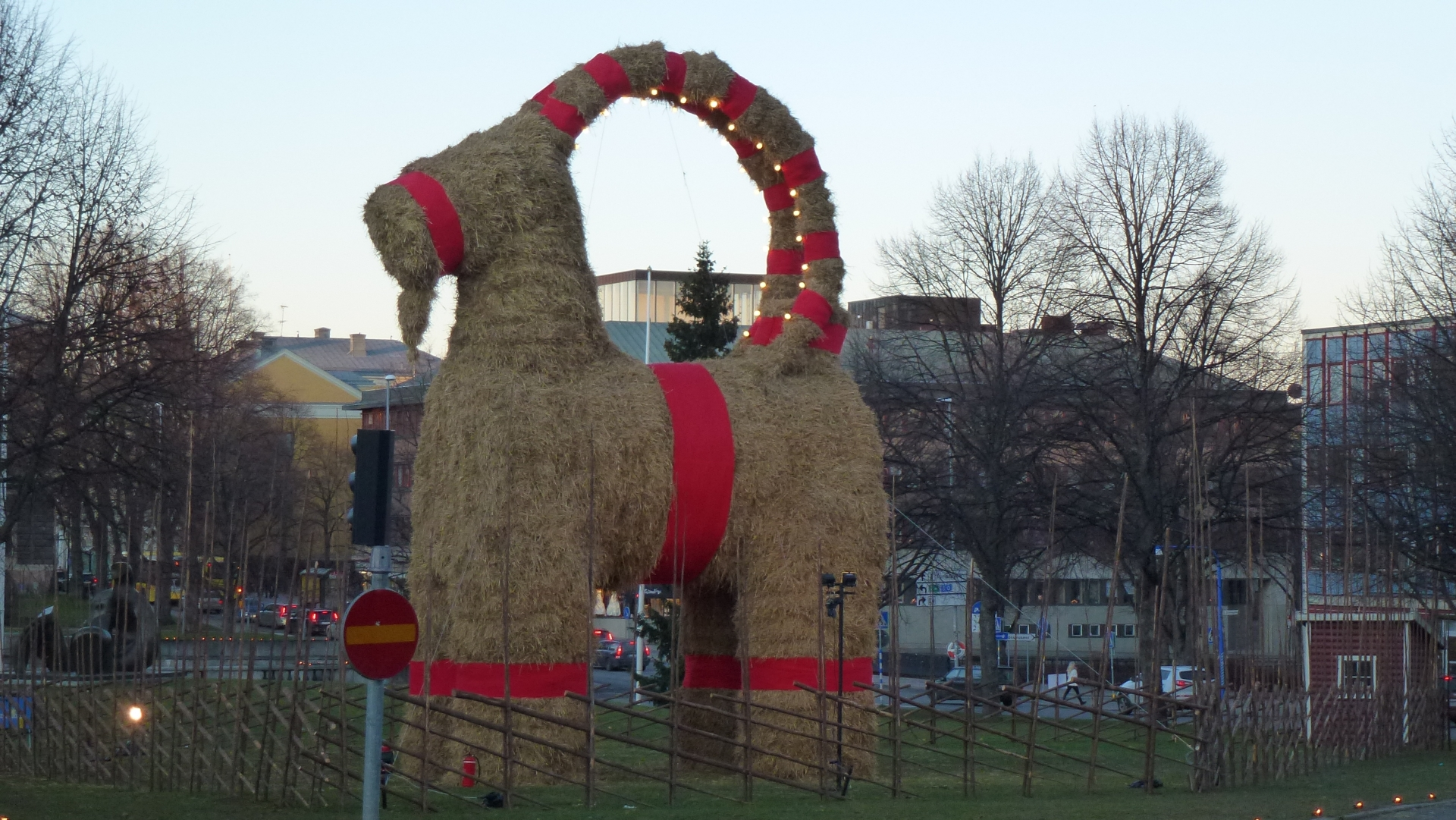
Le bouc en 2011, avant l’incendie.

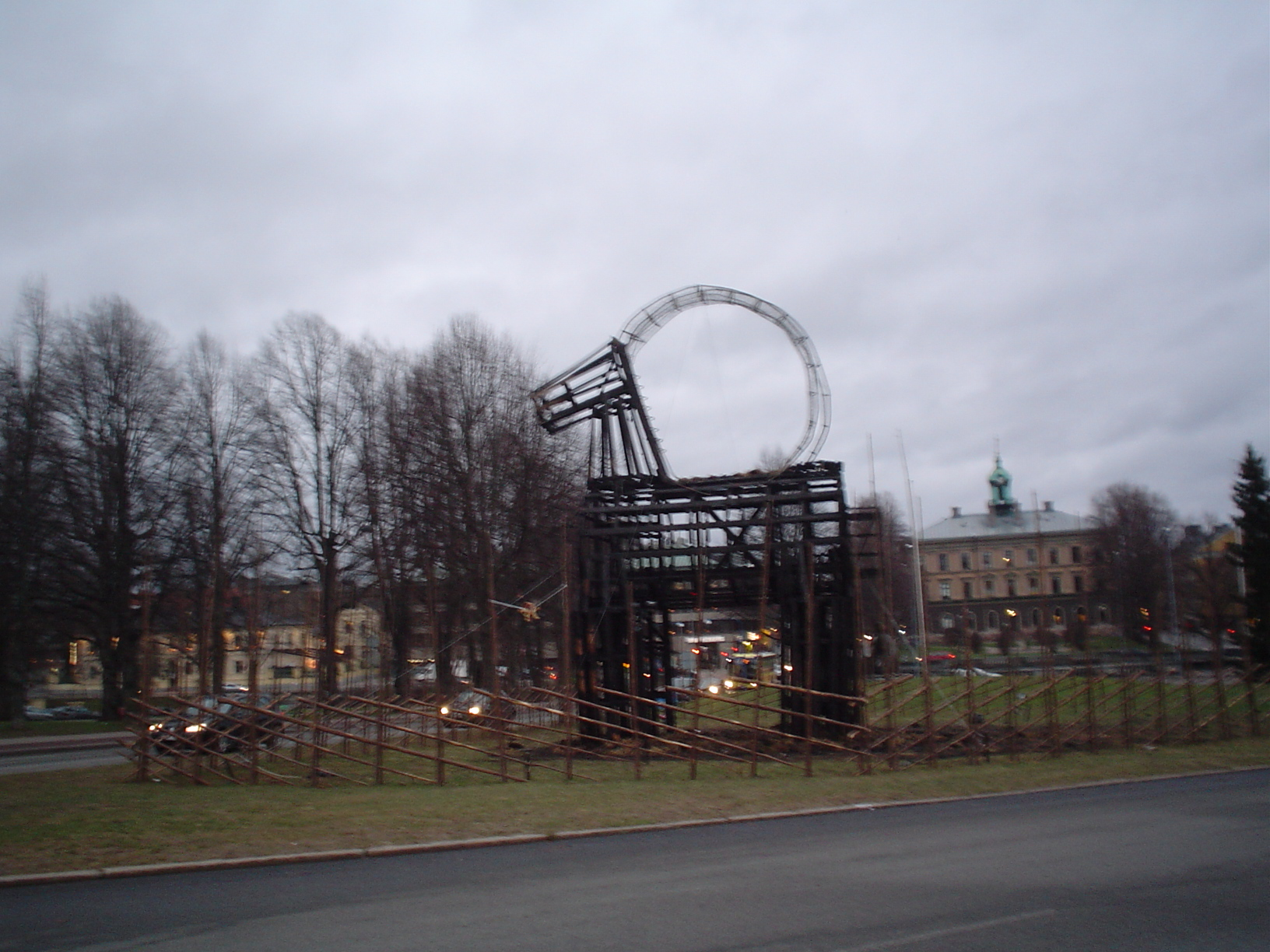
Le squelette du bouc le 3 décembre 2011, au lendemain de l’incendie.

En 2010, des individus tentent de soudoyer un des gardes du bouc pour qu’il les laisse s’emparer de la structure par les airs, à l’aide d’un hélicoptère. Le complot échoue et le bouc survit. L’année suivante, il est détruit par le feu au bout de cinq jours, le 2 décembre. Le bouc de 2012 survit jusqu’au 13 décembre : cette nuit là, la troisième tentative d’incendie de l’année réussit. En 2013, il subit le même sort dans la nuit du 21 décembre.
En 2014, le grand bouc est démonté après Noël pour être envoyé vers la Chine, dans la ville de Zhuhai (jumelée avec Gävle), à l’occasion de l’année de la chèvre. Le petit bouc est lui abîmé moins d’une semaine après sa mise en place : il n’est pas brûlé, mais ses pattes avant ont été endommagées et il s’effondre.
Le bouc de 2015 passe Noël, mais est incendié le 27 décembre ; l’incendiaire est arrêté peu après, muni d’un briquet et notablement alcoolisé. Il est condamné en novembre 2016 à une amende de 100 000 couronnes suédoises.
L’attraction fête ses cinquante ans en 2016, elle brûle le jour de son inauguration. Le petit bouc de l’école Vasa est alors installé à sa place, où il subsiste une semaine avant d’être percuté par une voiture. La police de la province voisine d’Hälsingland est impliquée dans l’enquête pour retrouver l’incendiaire.

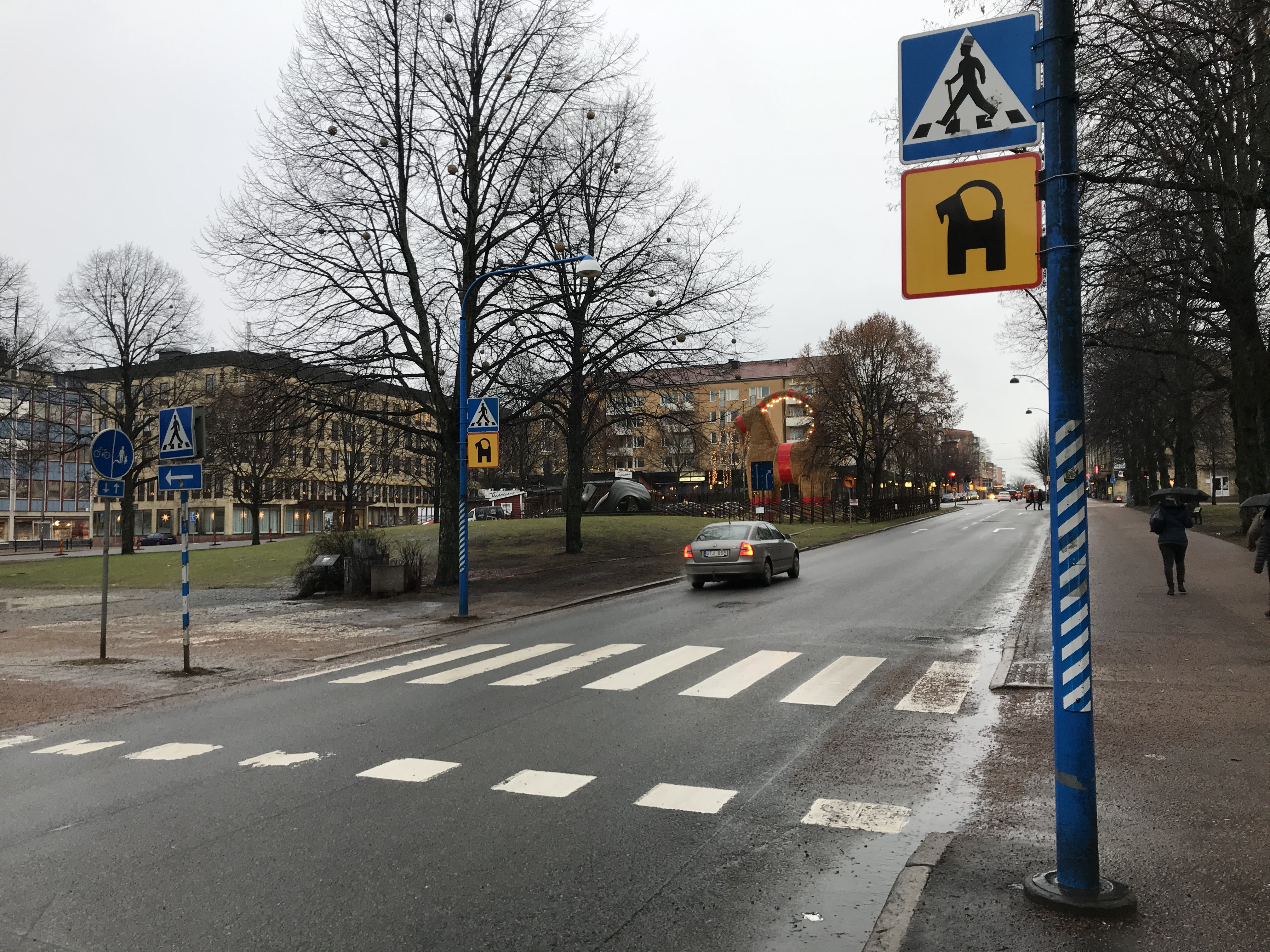
Panneau indiquant aux passants la direction du bouc, mis en place à partir de 2019.

En 2017, le bouc est notamment gardé par des volontaires en réinsertion, il atteint la date de son démontage intact. Le bouc de 2018 est inauguré lors d’une cérémonie présidée par Clara Henry (en). Il survit et est démonté le 2 janvier 2019.
En 2019, l’orientation de la sculpture est changée pour la rendre plus facilement photographiable ; une nouvelle signalétique est installée. Le grand bouc reste indemne, mais le plus petit subit une tentative d’incendie le 27 décembre ; le perpétrateur est arrêté par la police. La grande structure est démontée début janvier ; c’est la première fois qu’elle est intacte trois années de suite.

### Années 2020
En 2020, en raison de la pandémie de Covid-19, la municipalité demande aux habitants de ne pas se rassembler sur place pour l’inauguration, et de suivre celle-ci de chez eux : la cérémonie est diffusée en ligne.
La sculpture est à nouveau brûlée en 2021.
Toutefois elle survit en 2022 et n'est pas détruite.
En 2023, à cause de l'utilisation d'une paille contenant encore beaucoup de grains de blé, la sculpture est prise pour cible par des choucas qui prennent et éparpillent la paille au fur et à mesure du mois de décembre, ne laissant que les rubans rouges sur la structure en bois.